# Cardiophorus platiai
Cardiophorus platiai là một loài bọ cánh cứng trong họ Elateridae. Loài này được Chassain miêu tả khoa học năm 1985.